# Кеми Себа
Кеми́ Себа́ (фр. Kémi Séba; род. 9 декабря 1981 года, Страсбург, Франция, настоящее имя — Стеллио Жиль Робер Капо Шиши (фр. Stellio (Stélio) Gilles Robert Capo Chichi)) — политик, выступающий с позиций панафриканизма, писатель, журналист.
Центральная фигура панафриканизма в 21 веке, икона Чёрного радикализма. Президент НГО «Неотложные проблемы пан-африканизма». Основатель Фронта против французского неоколониализма.
Обозреватель на нескольких западноафриканских телеканалах. Постоянно проводит лекции о пан-африканизме в ведущих африканских университетах. В январе 2017 года был выбран Персоной года Африки на телеканале AfricaNews.

## Биография
Стеллио Жиль Робер Капо Шиши родился в Страсбурге в семье иммигрантов из Бенина. В возрасте 18 лет он присоединился к организации «Нация ислама». Позднее развил собственную идеология на основе панафриканизма и кеметизма. В 2002 году вошёл в число основателей «Партии кемитов». В это же время взял псевдоним «Кеми́ Себа́», что переводится как «чёрная звезда». Выбрал это имя, поскольку его первое имя — Стеллио — с итальянского переводится как «звезда», а слово чёрный — по цвету кожи.
Кеми Себа — активный участник нескольких политических движений близких по идеологии «Чёрным пантерам», которые защищают права африканцев во франкоязычном мире.
В 2004 году основал группу «Трибу Ка», «Tribu KA», аббревиатура, означающая «Атенское племя Кемет». Идеология группы — это смесь антисемитизма, кеметизма и ислама.
Сторонники «Трибу Ка» выступают за отказ от смешанных браков, расовое разделение в масштабах мира, требование компенсации за рабство. Члены группы заявляют о схожести взглядов с ультра-правыми организациями белых супрематистов.
В июле 2006 года «Трибу Ка» было распущено по решению Министерства внутренних дел Франции.
В апреле 2010 года Малик Зулу Шабазз из Партии новой черной пантеры (НБПП) назначил Кеми Себу представителем движения во Франции. [4] Кеми Себа был главой франкоязычного отделения НБПП. [5]
В 2011 году он покинул НБПП и переехал в Сенегал, где продолжил политическую деятельность, читая лекции в африканских университетах. С 2013 года он также работал политологом на нескольких африканских телеканалах. Это приобрело определенную популярность среди франкоговорящей африканской молодежи, которая считала его сторонником суверенитета Африки.
В марте 2015 года Махмуд Ахмадинежад принял Коми Себу для обсуждения необходимости сотрудничества между странами третьего мира, столкнувшимися с тем, что они считают «западным империализмом».
В сентябре 2017 года правительство Сенегала постановило высылку из страны Себа как «серьезную угрозу общественному порядку» [6].
В декабре 2017 года его пригласил в Москву Александр Дугин, чтобы поговорить о необходимости создания геополитического альянса между панафриканскими и евразийскими движениями, чтобы объединиться против гегемонии Запада и консолидировать политический проект «многополярный мир».
24 марта 2018 года он награжден американской ассоциацией MIPAD американской премией «Самые влиятельные люди африканского происхождения» (MIPAD), которая присуждается 100 влиятельным людям в Африке. Однако он отказывается забрать свой трофей в Нью-Йорке, заявляя, что пора прекратить получать медали в середине боя, который, по его мнению, далек от завершения.
В марте 2019 года, все еще в борьбе с франком КФА, Кеми Себа отправляется в Кот-д’Ивуар и пытается организовать там демонстрацию. Он выслан из Кот-д’Ивуара в Бенин из-за «потенциального риска беспорядков», связанных с этим событием. По прибытии в Котону он был допрошен полицией Бенина.
В декабре 2019 года в рамках конференции в университете Джозефа Ки-Зербо в Уагадугу Кеми Себа осудил подчинение президентов африканских стран правительству Франции [130] и назвал президента Буркина-Фасо «дуршлагом или роботом», Нигера — «Безумным», Кот-д’Ивуара — «драматичным» и Франции — «кукловодом». [131] После его высказывания Кеми Себа был арестован, а затем приговорен к двум месяцам условного тюремного заключения и штрафу в размере 200 000 франков КФА за неуважение к главам государств [132]. Тем не менее, он утверждает, что не сожалеет о своих словах.
В декабре 2019 года, обвинив Францию в частичной ответственности за терроризм в Сахеле, Кеми Себа предоставил себя в распоряжение региональных армий для борьбы с джихадистами. Поэтому он предложил президентам «большой пятерки» Сахеля создать группу «панафриканских гражданских добровольцев».
23 февраля 2020 года Себа вернулся в Сенегал, чтобы присутствовать на апелляции по делу о сожжении банкноты франка КФА. Он был арестован в аэропорту Блез-Диань, задержан на 30 часов и затем выслан в Бельгию. Проведение суда затем откладывается.
В октябре 2020 года Кеми Себа отправился в Кот-д’Ивуар, чтобы попросить отложить президентские выборы 2020 года после третьего срока Алассана Уаттары.

## Тюремное заключение
Кеми Себа трижды подвергался преследованию со стороны правоохранительных органов. В первый раз в сентябре 2006 года за размещение на своём сайте антисемитских высказываний. Повторно его арестовали в феврале 2007 года и приговорили к 5 месяцам заключения, за то, что назвал официальное лицо «сионистской сволочью». В апреле 2008 года суд приговорил Кеми Себа к годовому заключению с отсрочкой.
Как отмечает сам Кеми Себа, правительство Франции бросило его в тюрьму, представив «чёрным расистом» с целью его демонизировать.

## Переезд в Африку
В 2011 году Кеми Себа переехал в Сенегал, где продолжил политическую деятельность. Он начал выступать с лекциями в ведущих африканских университетах, стал постоянным обозревателем нескольких африканских телеканалов.
Кроме того, Кеми развернул беспрецедентную по масштабам кампанию против французского неоколониализма в Африке, крупнейшую со времён борьбы странами Африки за независимость.
В сентябре 2017 года был выслан из Сенегала за кампанию против франка КФА. После этого переехал в Бенин.
В октябре 2021 года, через три года после того, как ему отказали в аэропорту Конакри, Кеми Себе разрешили въехать на территорию Гвинеи, откуда он встретил Мамади Думбунью.
В феврале 2024 года французские власти инициировали процедуру утраты французского гражданства в отношении Кеми Себы. Кеми Себа также имеет бенинское гражданство. Французские власти обвиняют Кеми Себу в распространении антифранцузских настроений по всей Западной Африке.
В январе 2025 года Кеми Себа выразил намерение баллотироваться на президентских выборах 2026 года на

## Геополитические связи
Кеми Себа встречался со многими политическими лидерами мирового уровня.
В частности, в марте 2015 года был принят президентом Ирана Махмудом Ахмадинежадом.
В декабре 2017 по приглашению Александра Дугина посетил Москву.
В марте 2022 года по приглашению Ответственного секретаря форума «Россия-Африка: что дальше?» на базе МГИМО И. В. Ткаченко выступил с лекцией о будущем Африки в мировой хозяйственной системе, поддержав позицию Президента России Владимира Путина по украинскому кризису.
В 2022 году был принят Председателем переходного правительства Мали.
24-26 октября 2022 года вновь прибыл в Москву по приглашению Игоря Ткаченко для участия во Втором молодежном форуме «Россия-Африка: что дальше?» на базе МГИМО МИД России. На полях которого Кеми Себа выступил с «московской» речью и был принят представителями МИД России и другими органами власти.

## Награды
2017 год — Персона года 2017 — AfricaNews
2017 год — Гран-при Молодёжного движения африканских интеллектуалов (Mouvement Jeunesse Africaine Intellectuelle) — MJA Intellect 2017
2018 год — Топ-100 Самых влиятельных людей африканского происхождения (Most Influential People of African Descent " — (MIPAD), отказался

## Произведения
- «Сверх Чёрная раса» (Supra-négritude), Fiat-Lux éditions 2013, ISBN 979-1091157018
- «Чёрный нигилизм» (Black Nihilism), 2014
- «Сумрачная эпоха — геополитическая фантастика» (Obscure Époque — fiction géopolitique), 2016[9]
- «Философия фундаментальной панафриканскости», Fiat Lux Edition, 2023 г.ISBN 9791091157391